# Åker, Långaryds distrikt
Åker är en by i Långaryds distrikt (Långaryds socken) i västra Småland som sedan 1974 tillhör Hylte kommun och Hallands län. Byn ligger vid länsväg N 870, sju kilometer öster om tätorten Hyltebruk.